# Stemmatomyces anoplischii
Stemmatomyces anoplischii är en svampart som först beskrevs av Roland Thaxter, och fick sitt nu gällande namn av Roland Thaxter 1931. Stemmatomyces anoplischii ingår i släktet Stemmatomyces och familjen Laboulbeniaceae.   Inga underarter finns listade i Catalogue of Life.